# Green Bay Packers 2002
La stagione 2002 dei Green Bay Packers è stata la 82ª della franchigia nella National Football League.
Per la prima volta dal 1989 LeRoy Butler non fece parte del roster.
I Packers ebbero un record di 12-4 nella stagione regolare prima di perdere nel primo turno di playoff contro l’ex squadra di Brett Favre, gli Atlanta Falcons, al Lambeau Field. Fu la prima volta nella storia che Green Bay perse in casa nei playoff.

## Roster
| Roster dei Green Bay Packers nel 2002 |
| --- |
| Quarterback - 4 Brett Favre - 12 Craig Nall - 18 Doug Pederson Running Back - 39 Tony Carter - 40 Tony Fisher - 30 Ahman Green - 33 William Henderson FB Wide Receiver - 85 Karsten Bailey - 80 Donald Driver - 89 Robert Ferguson - 83 Terry Glenn - 84 Javon Walker Tight End - 86 Casey Crawford - 88 Bubba Franks - 87 David Martin Offensive Linemen - 71 Kevin Barry T - 76 Chad Clifton T - 72 Earl Dotson T - 63 Bill Ferrario G - 58 Mike Flanagan C - 62 Marco Rivera G - 68 Mike Wahle G - 52 Frank Winters C - 77 Steve Wisniewski G - 79 Jerry Wisne T Defensive Linemen - 93 Gilbert Brown DT - 94 Kabeer Gbaja-Biamila DE - 90 Vonnie Holliday DE - 97 Cletidus Hunt DT - 74 Aaron Kampman DE - 98 Billy Lyon DE - 95 Keith McKenzie DT - 99 Jamal Reynolds DE - 96 Steve Warren DT Linebacker - 59 Na'il Diggs OLB - 53 Paris Lenon MLB - 51 Torrance Marshall OLB - 56 Hardy Nickerson MLB - 54 Nate Wayne OLB - 55 Marcus Wilkins OLB Defensive Back - 20 Marques Anderson SS - 28 Matt Bowen SS - 24 Antuan Edwards FS - 23 Darrien Gordon CB - 27 Tod McBride CB - 34 Mike McKenzie CB - 42 Darren Sharper FS - 32 Bryant Westbrook - 37 Tyrone Williams CB Special Team - 9 Josh Bidwell P - 60 Rob Davis LS - 8 Ryan Longwell K Lista delle riserve - 44 Najeh Davenport RB (IR) - 47 Scott Frost FS (IR) - 91 Joe Johnson DE (IR) - 21 Bhawoh Jue CB (IR) - 65 Mark Tauscher OT (IR) Squadra di allenamento - 79 Jay Humphrey OT - 82 Devin Lewis WR - 16 Greg Zolman QB |
| Legenda - I rookie sono in corsivo. - Il primo ruolo è il principale mentre gli eventuali successivi indicano i ruoli secondari. - (IR) sta per Injured Reserve ed indica la lista ristretta per un solo giocatore infortunato che può tornare ad allenarsi dopo la settimana 6 e a rientrare in prima squadra dopo che questa ha giocato 8 partite. - (NF-Inj.) / (NF-Ill.) stanno rispettivamente per Non-Football Injured e Non-Football Illness ed indicano le liste dove viene inserito un giocatore che ha un infortunio o una malattia non dipendente dal football americano. - (PUP) sta per Physically Unable to Perform ed indica la lista dove viene inserito un giocatore mentre è in attesa di recuperare la condizione fisica. Nella stagione regolare dopo la sesta partita giocata dalla propria squadra, il giocatore ha tempo tre settimane per riprendere ad allenarsi, più tre settimane aggiuntive dal suo rientro agli allenamenti per rientrare in prima squadra. |

## Calendario
| Stagione regolare |                   |                         |               |        |                              |          |     |
| Turno             | Data              | Avversario              | Risultato     | Stadio | Record                       | Pubblico |     |
| 1                 | 8 settembre 2002  | Atlanta Falcons         | V 37–34 (DTS) | 1–0    | Lambeau Field                | 63,127   |     |
| 2                 | 15 settembre 2002 | at New Orleans Saints   | S 20–35       | 1–1    | Louisiana Superdome          | 67,958   |     |
| 3                 | 22 settembre 2002 | at Detroit Lions        | V 37–31       | 2–1    | Ford Field                   | 61,505   |     |
| 4                 | 29 settembre 2002 | Carolina Panthers       | V 17–14       | 3–1    | Lambeau Field                | 63,329   |     |
| 5                 | 7 ottobre 2002    | at Chicago Bears        | V 34–21       | 4–1    | Memorial Stadium (Champaign) | 63,226   |     |
| 6                 | 13 ottobre 2002   | at New England Patriots | V 28–10       | 5–1    | Gillette Stadium             | 68,436   |     |
| 7                 | 20 ottobre 2002   | Washington Redskins     | V 30–9        | 6–1    | Lambeau Field                | 63,363   |     |
| 8                 | Bye               | Bye                     | Bye           | Bye    | Bye                          | Bye      | Bye |
| 9                 | 4 novembre 2002   | Miami Dolphins          | V 24–10       | 7–1    | Lambeau Field                | 63,284   |     |
| 10                | 10 novembre 2002  | Detroit Lions           | V 40–14       | 8–1    | Lambeau Field                | 63,313   |     |
| 11                | 17 novembre 2002  | at Minnesota Vikings    | S 21–31       | 8–2    | Hubert H. Humphrey Metrodome | 64,153   |     |
| 12                | 24 novembre 2002  | at Tampa Bay Buccaneers | S 7–21        | 8–3    | Raymond James Stadium        | 65,672   |     |
| 13                | 1 dicembre 2002   | Chicago Bears           | V 30–20       | 9–3    | Lambeau Field                | 64,196   |     |
| 14                | 8 dicembre 2002   | Minnesota Vikings       | V 26–22       | 10–3   | Lambeau Field                | 64,070   |     |
| 15                | 15 dicembre 2002  | at San Francisco 49ers  | V 20–14       | 11–3   | 3Com Park                    | 67,947   |     |
| 16                | 22 dicembre 2002  | Buffalo Bills           | V 10–0        | 12–3   | Lambeau Field                | 64,106   |     |
| 17                | 29 dicembre 2002  | at New York Jets        | S 17–42       | 12–4   | The Meadowlands              | 78,733   |     |

Note: gli avversari della propria division sono in grassetto.

## Classifiche
| NFL North             |    |    |   |      |     |      |     |     |     |
|                       | V  | S  | P | %    | DIV | CONF | PF  | PS  | STR |
| (3) Green Bay Packers | 12 | 4  | 0 | .750 | 5–1 | 9–3  | 398 | 328 | S1  |
| Minnesota Vikings     | 6  | 10 | 0 | .375 | 4–2 | 5–7  | 390 | 442 | V3  |
| Chicago Bears         | 4  | 12 | 0 | .250 | 2–4 | 3–9  | 281 | 379 | S2  |
| Detroit Lions         | 3  | 13 | 0 | .188 | 1–5 | 3–9  | 306 | 451 | S8  |